# Liste der Kulturgüter in Romont FR
Die Liste der Kulturgüter in Romont FR enthält alle Objekte in der Gemeinde Romont im Kanton Freiburg, die gemäss der Haager Konvention zum Schutz von Kulturgut bei bewaffneten Konflikten, dem Bundesgesetz vom 20. Juni 2014 über den Schutz der Kulturgüter bei bewaffneten Konflikten sowie der Verordnung vom 29. Oktober 2014 über den Schutz der Kulturgüter bei bewaffneten Konflikten unter Schutz stehen.
Objekte der Kategorien A und B sind vollständig in der Liste enthalten, Objekte der Kategorie C fehlen zurzeit (Stand: 1. Januar 2023).

## Kulturgüter
| Foto | | Objekt | Kat. | Typ | Standort                                   | Beschreibung                                                                                 |
| ---- | --- | --- | ---- | --- | ------------------------------------------ | -------------------------------------------------------------------------------------------- |
| ja   | Datei hochladen · Wikidata zu Schloss Romont (Q7363293)                                                                                 | Schloss von Peter II. von Savoyen, heute Vitromuseum und Vitrozentrum / Château de Pierre II de Savoie, actuellement Vitromusée et Vitrocentre KGS-Nr.: 02293                                         | A    | G   | Rue du Château 108, 108a-f 560230 / 171615 |                                                                                              |
| ja   | Datei hochladen · Wikidata zu Stiftskirche Notre-Dame-de-l’Assomption (Q29479235)                                                       | Stiftskirche Notre-Dame-de-l’Assomption / Collégiale Notre-Dame-de-l’Assomption KGS-Nr.: 02294 | A    | G   | Rue de l’Église 81 560204 / 171717         |                                                                                              |
| ja   | Datei hochladen · Wikidata zu Festungsanlagen (Enceinte, Tour à Boyer, Tour de Billens, Tour du Sauvage, Tour de Fribourg) (Q29479236)  | Festungsanlagen / Fortifications KGS-Nr.: 02295 | A    | G   | 560200 / 171700                            | Umfasst Stadtmauer, Boyer-Turm, Billens-Turm, Sauvage-Turm, Viereckturm und Freiburger Turm. |
| ja   | Datei hochladen · Wikidata zu Abtei de Fille-Dieu (Q2820770)                                                                            | Zisterzienserabtei La Fille-Dieu / Abbaye cistercienne de la Fille-Dieu KGS-Nr.: 02296 | A    | G   | Route de Fribourg 2 560917 / 172325        | Umfasst Kirche Notre-Dame, Gebäude, Konventualen und Kaplanei.                               |
| BW   | Datei hochladen · Wikidata zu Vitromuseum und Vitrozentrum (Q26257853)                                                                  | Vitromuseum und Vitrozentrum / Vitromusée et Vitrocentre KGS-Nr.: 08664 | A    | S   | Rue du Château 108 560235 / 171627         |                                                                                              |
| ja   | Datei hochladen · Wikidata zu Romont, bronzezeitliche und galloromanische Besiedlungen, mittelalterlich-neuzeitliche Stadt (Q126128643) | Romont, bronzezeitliche und galloromanische Besiedlungen, mittelalterlich-neuzeitliche Stadt / Romont, occupations de l’âge du bronze et gallo-romaine, ville médiévale-époque moderne KGS-Nr.: 00157 | B    | F   | 560200 / 171832                            |                                                                                              |
| ja   | Datei hochladen · Wikidata zu Ehemaliges Kapuzinerkloster und Kapelle der Transfiguration (Q29697772)                                   | Ehemaliges Kapuzinerkloster und Kapelle der Transfiguration / Ancien couvent des Capucins et chapelle de la Transfiguration KGS-Nr.: 02297                                                            | B    | G   | Grand-Rue 46 560198 / 171883               |                                                                                              |
| ja   | Datei hochladen · Wikidata zu Gebäude von Joséphine-Françoise Vicarino-Périsset und Café de l'Harmonie (Q29697806)                      | Wohnhaus von Joséphine-Françoise Vicarino-Périsset und Café de l’Harmonie / Immeuble de Joséphine-Françoise Vicarino-Périsset et Café de l’Harmonie KGS-Nr.: 02298                                    | B    | G   | Rue de l’Église 77 560238 / 171762         |                                                                                              |
| ja   | Datei hochladen · Wikidata zu Haus von Claude de Challand und später Café Suisse (Q29697826)                                            | Haus von Claude de Challand, später Café Suisse / Maison de Claude de Challand puis Café Suisse KGS-Nr.: 02299                                                                                        | B    | G   | Rue du Château 105 560158 / 171594         |                                                                                              |
| ja   | Datei hochladen · Wikidata zu Haus des Bannerträgers Antoine de Malliard, dann Auberge du Cerf (Q29697839)                              | Haus des Venners Antoine de Malliard, später Auberge du Cerf / Maison du banneret Antoine de Malliard, puis Auberge du Cerf KGS-Nr.: 02300                                                            | B    | G   | Grand-Rue 20 560133 / 171792               |                                                                                              |
| ja   | Datei hochladen · Wikidata zu Mietshaus von Charles Bosson (Q29697857)                                                                  | Mietshaus von Charles Bosson / Immeuble de rapport de Charles Bosson KGS-Nr.: 02301 | B    | G   | Grand-Rue 18 560134 / 171776               |                                                                                              |
| ja   | Datei hochladen · Wikidata zu Als Krankenhaus geplantes Mietshaus (Q29697877)                                                           | Mietshaus / Immeuble de rapport projeté comme hôpital KGS-Nr.: 02302 | B    | G   | Rue de l’Église 74 560314 / 171844         |                                                                                              |
| BW   | Datei hochladen · Wikidata zu Archiv der Abtei Fille-Dieu (Q126160345)                                                                  | Archiv der Abtei Fille-Dieu / Archives de l’Abbaye de la Fille-Dieu KGS-Nr.: 02849 | B    | S   | Route de Fribourg 2 560917 / 172325        |                                                                                              |
| BW   | Datei hochladen · Wikidata zu Stadtarchiv Romont (Q27488504)                                                                            | Archiv der Stadt Romont / Archives de la ville de Romont KGS-Nr.: 08863 | B    | S   | Rue du Château 112 560195 / 171581         |                                                                                              |
| BW   | Datei hochladen · Wikidata zu Archiv der katholischen Pfarrei von Romont, Pfarrei Notre-Dame de l'Assomption von Romont (Q29697790)     | Archiv der Pfarrei Notre-Dame de l’Assomption de Romont / Archives de la paroisse Notre-Dame de l’Assomption de Romont KGS-Nr.: 13261                                                                 | B    | S   | Rue du Château 126 560131 / 171475         |                                                                                              |
| BW   | Datei hochladen · Wikidata zu Herrenhaus dann Bauernhaus Ayer (Q29697893)                                                               | Herrenhaus, später Bauernhaus Ayer / Manoir puis ferme Ayer KGS-Nr.: 13313 | B    | G   | Route d’Arruffens 46 559474 / 170538       |                                                                                              |